# Zapasy na Igrzyskach Boliwaryjskich 1965
Turniej w ramach Igrzysk w Guayaquil w 1965 roku. Rozgrywano zawody tylko w stylu wolnym.

## Tabela medalowa
Gospodarz zawodów został zaznaczony kolorem.
| Poz.  | Państwo   |   |   |   | Łącznie |
| ----- | --------- | - | - | - | ------- |
| 1.    | Wenezuela | 6 | 2 | 0 | 8       |
| 2.    | Panama    | 1 | 4 | 2 | 7       |
| 3.    | Peru      | 1 | 1 | 2 | 4       |
| 4.    | Kolumbia  | 0 | 1 | 1 | 2       |
| 5.    | Ekwador   | 0 | 0 | 3 | 3       |
| Razem | Razem     | 8 | 8 | 8 | 24      |

## Wyniki

### W stylu wolnym
| Waga   | złoty             | srebrny          | brązowy           |
| ------ | ----------------- | ---------------- | ----------------- |
| 52 kg  | Rubén Herrera     | José Teruya      | Wanelge Castillo  |
| 57 kg  | Eduardo Campbell  | Lino Febres      | Octavio Vélez     |
| 63 kg  | Fenelón Díaz      | Miguel Rodríguez | Hugo Cervantes    |
| 70 kg  | Rafael Durán      | Severino Aguilar | Marcos Alava      |
| 78 kg  | Elías Viloria     | José Palomino    | Julio Cortez      |
| 87 kg  | Alejandro Guevara | Rubén Gatti      | Juan Alcázar      |
| 97 kg  | Hernán Rodríguez  | Sión Cóhen       | Carlos Salazar    |
| +97 kg | Orlando Ochoa     | Santiago Karim   | Fernando Gonzáles |